# Булгаков, Афанасий Иванович
Афана́сий Ива́нович Булга́ков (17 [29] апреля 1859, Байтичи, Брянский уезд, Орловская губерния — 14 [27] марта 1907, Киев) — русский богослов и историк церкви. Отец писателя Михаила Булгакова. Ординарный профессор Киевской духовной академии (1907).

## Биография
Родился 17 (29) апреля 1859 года в селе Бойтичи Брянского уезда Орловской губернии (ныне Жирятинский район Брянской области) в семье сельского священника Ивана Авраамиевича Булгакова (1830—1894) и Олимпиады Ферапонтовны, урождённой Ивановой (1830(?) — 1908). Вскоре семья переехала в Орёл, где в 1891 году его отец стал священником Сергиевской кладбищенской церкви.
В 1876 году окончил Орловское духовное училище, а в 1881 году — Орловскую духовную семинарию. В 1881 году поступил в Киевскую духовную академию на церковно-историческое отделение. В 1885 году окончил курс академии со степенью кандидата богословия. По окончании академии с сентября 1885 по сентябрь 1887 года преподавал греческий язык в Новочеркасском духовном училище.
В 1887 году защитил магистерскую диссертацию под названием «Очерки истории методизма» в Киевской духовной академии. «Очерки» были опубликованы в «Трудах Киевской духовной академии» в 1886—1887 годах и вышли отдельным томом в 1887 г. Биограф семьи Булгаковых литературовед Лидия Яновская отмечала несомненный литературный дар автора «Очерков», живой язык, искреннюю увлеченность предметом исследования, а также свободу изложения своих собственных взглядов на образование, воспитание, брак, семью, театр и пр.. Осенью того же года был утвержден в звании доцента по кафедре древней гражданской истории, однако уже в январе 1889 года был перемещен, согласно прошению, на кафедру истории и разбора западных вероисповеданий. В 1902 году был избран экстраординарным профессором по занимаемой кафедре. В 1906 году был удостоен степени доктора богословия за сочинения «Старокатолическое и христиано-католическое богослужение и его отношение к римско-католическому богослужению и вероучению» и «О законности и действительности англиканской иерархии с точки зрения Православной Церкви». В феврале 1907 года был утверждён ординарным профессором. По свидетельствам современников, обладал обширными знаниями и был очень терпим к другому мнению. Кроме древних языков, владел английским (выученным, видимо, самостоятельно), французским и немецким языками.
Одновременно со службой в академии в 1890—1892 годах был преподавателем истории в Киевском институте благородных девиц. Перевел с латинского языка на русский многие произведения Отцов Церкви — блаженного Августина, Иеронима и других, принимал активное участие в работе Киевского религиозно-просветительного общества, читал лекции в различных собраниях, исполнял обязанности присяжного заседателя в окружном суде. В 1905 году был удостоен Макарьевской премии.
С 1893 года и до конца жизни исполнял обязанности цензора по иностранной цензуре в Канцелярии киевского отдельного цензора. В этом качестве резюмировал сочинения западных авторов, в том числе революционного характера (например, «Манифест коммунистической партии» на французском языке), а также книги на украинском (тогда — малороссийском) и польском языках.
Весной 1906 года тяжело заболел нефритом, к сентябрю он практически ослеп. Утверждение его в звании ординарного профессора за месяц до смерти было данью уважения со стороны Академии и реальной помощью семье умирающего. 9 марта 1907 года он подал прошение об увольнении по болезни от службы и 14 (27) марта 1907 года скончался. Похоронен на Байковом кладбище.

## Семья
С 1 июля 1890 года был женат на Варваре Михайловне Покровской (1869—1922), дочери карачевского соборного протоиерея Михаила Васильевича Покровского (1830—1894) и Анфисы Ивановны Турбиной (1835—1910). В семье было семеро детей: 
- Михаил (1891—1940),
- Вера (1892—1972),
- Надежда (1893—1971),
- Варвара (1895—1956),
- Николай (1898—1966),
- Иван (1900—1969)
- Елена (1902—1954).

Живя на съёмных квартирах, семья Булгаковых сменила немало адресов в Киеве (адреса восстановлены в работах Лидией Яновской по архивным материалам), а незадолго до смерти Афанасия Ивановича в 1906 году семья переехала в знаменитый дом № 13 по Андреевскому спуску, ставший местом жительства булгаковской семьи на долгие годы.

## Сочинения
- Очерки истории методизма. — Киев, 1886—1887. — 2 т.:
  - Очерки истории методизма со времени его происхождения (1729) до смерти его основателя (1791)]. — [6], 437 с.
  - Очерки истории методизма с года смерти его основателя (1791) до позднейшего времени. — [4], 265 с.
- Безбрачие духовенства: Историко-полемический очерк. — Киев, 1891.
- О молоканстве: Ответ на вопросы православ. христианина о молокан. вероучении. — Киев, 1891.
- Когда нужно креститься (против перекрещенцев). — Киев, 1893.
- Четырехсотлетие Новой истории. — Киев, 1893.
- Стремления англикан к восстановлению древневселенской церковности в Англии в последние шестьдесят лет. — Киев, 1894.
- Новые религиозные преобразования в Англии в XIX веке. — Киев, 1897.
- К вопросу об англиканской иерархии. — Киев, 1898.
- О религиозном образовании в Северо-Американских Соединенных Штатах. — Киев, 1900.
- Старокатолическое и христианокатолическое богослужение и его отношение к римско-католическому богослужению и вероучению. — Киев, 1901.
- Церковь и её отношение к прогрессу. — Киев, 1903.
- О принятии еще одного нового догмата в римском католицизме. — Киев, 1903.
- Современное франкмасонство в его отношении к церкви и государству. — Киев, 1903.
- О просвещении народов: (Чтение, предлож. в публ. собр. Киев. религ.-просвет. о-ва 3 марта 1904 г.). — Киев, 1904.
- О свободе человека христианина. — Киев, 1905.
- Французское духовенство в конце XVIII в. (в период революции). — Киев, 1905.
- О законности и действительности англиканской иерархии с точки зрения православной церкви. — Киев, 1906.

Для Православной богословской энциклопедии написал несколько статей.